# Накасоне Ясутака
Ясутака Накасоне (яп. 中曽根康隆, 19 січня 1982) — японський політик, член Ліберально-демократичної партії, депутат Палати представників.
Народився 19 січня 1982 в Токіо. Його батько, Хірофумі Накасоне, був міністром закордонних справ в уряді Таро Асо, а дідусь — колишній прем'єр-міністр Японії Ясухіро Накасоне.
Закінчив Колумбійський університет, Нью-Йорк, де отримав ступінь магістра з міжнародних відносин. Працював у JPMorgan Chase.